# Phlogotettix polyphemus
Phlogotettix polyphemus är en insektsart som beskrevs av Vladimir M. Gnezdilov 2003. Phlogotettix polyphemus ingår i släktet Phlogotettix och familjen dvärgstritar. Inga underarter finns listade i Catalogue of Life.